# Kevin Arnould
Kevin Arnould (ur. 19 lutego 1980 w Sallanches) – francuski kombinator norweski, uczestnik Zimowych Igrzysk Olimpijskich 2002, reprezentant klubu Les Douanes St-Gervais, dwukrotny medalista mistrzostw świata juniorów w narciarstwie klasycznym.
W 1999 i 2000 roku zdobył brązowe medale mistrzostw świata juniorów. Wielokrotnie występował w zawodach Pucharze Świata w kombinacji norweskiej i zdobywał punkty do klasyfikacji PŚ. Najwyższe miejsce zajął 9 marca 2003 w Oslo, gdzie był piąty. Lepsze wyniki osiągał w Pucharze Świata B i w Grand Prix w kombinacji. W Pucharze Świata B trzykrotnie wygrał zawody - 18 marca 2000 w Chamonix, 22 stycznia 2003 w Klingenthal oraz 23 stycznia 2005 w Mitteltal, natomiast najwyższe w karierze miejsce w Grand Prix, drugie zajął 24 sierpnia 2003 w Steinbach Hallenberg. Dwukrotnie wziął też udział w zawodach FIS w biegach narciarskich w 2005 i 2006 roku, w których zajął 28. i 39. miejsce. Również dwukrotnie wystartował w zawodach w skokach narciarskich. W 2002 roku w Lahti wziął udział w drużynowym konkursie Pucharu Świata, w którym wraz z innymi reprezentantami Francji zajął ósme miejsce. Takie same miejsce zajął w 2006 roku w indywidualnym konkursie Pucharu FIS w Courchevel.
Kevin Arnould wystartował w trzech konkurencjach kombinacji norweskiej w ramach Zimowych Igrzysk Olimpijskich 2002 w Salt Lake City. W startach indywidualnych zajął 17. i 34. miejsce, a w zawodach drużynowych francuski zespół z Arnouldem zajął szóste miejsce.

## Osiągnięcia

### Igrzyska olimpijskie
| Igrzyska             | Konkurencja          | Skok 1    | Skok 1 | Skok 2    | Skok 2 | Bieg    | Nota łączna | Miejsce | Strata | Zwycięzca      | Źródło |
| Igrzyska             | Konkurencja          | Odległość | Nota   | Odległość | Nota   | Bieg    | Nota łączna | Miejsce | Strata | Zwycięzca      | Źródło |
| -------------------- | -------------------- | --------- | ------ | --------- | ------ | ------- | ----------- | ------- | ------ | -------------- | ------ |
| 2002, Salt Lake City | Konkurs drużynowy    | 85,5      | 103,0  | 90,0      | 114,0  | 12:36,1 | 217,0       | 8.      | 2:53,3 | Finlandia      | [ 6 ]  |
| 2002, Salt Lake City | Konkurs indywidualny | 91,5      | 117,5  | 92,0      | 119,0  | 40:37,1 | 236,5       | 17.     | 4:00,4 | Samppa Lajunen | [ 7 ]  |
| 2002, Salt Lake City | Sprint               | 110,5     | 101,1  | -         | -      | 17:35,9 | 101,1       | 34.     | 2:20,8 | Samppa Lajunen | [ 8 ]  |

### Mistrzostwa świata
| Miejsce | Dzień     | Rok  | Miejscowość   | Konkurencja           | Wynik zwycięzcy | Strata  | Zwycięzca        |
| ------- | --------- | ---- | ------------- | --------------------- | --------------- | ------- | ---------------- |
| 21.     | 15 lutego | 2001 | Lahti         | Gundersen K-90/15 km  | 39:26,7         | +4:46,1 | Bjarte Engen Vik |
| 9.      | 20 lutego | 2001 | Lahti         | Sztafeta K-90/4x5 km  | 48:54,1         | +4:49,9 | Norwegia         |
| 29.     | 24 lutego | 2001 | Lahti         | Sprint K-116/7,5 km   | 19:40,3         | +3:10,5 | Marko Baacke     |
| 7.      | 24 lutego | 2003 | Val di Fiemme | Sztafeta K-95/4x5 km  | 47:23,9         | +4:57,7 | Norwegia         |
| 9.      | 28 lutego | 2003 | Val di Fiemme | Sprint K-120/7,5 km   | 18:47,8         | +52,0   | Johnny Spillane  |
| 18.     | 18 lutego | 2005 | Oberstdorf    | Gundersen HS100/15 km | 38:56,2         | +1:23,4 | Ronny Ackermann  |
| 7.      | 23 lutego | 2005 | Oberstdorf    | Sztafeta HS137/4x5 km | 49:45,5         | +3:12,9 | Norwegia         |

### Puchar Świata

#### Miejsca w klasyfikacji generalnej
- sezon 1999/2000: 52.
- sezon 2000/2001: 41.
- sezon 2001/2002: 23.
- sezon 2002/2003: 21.
- sezon 2003/2004: 33.
- sezon 2004/2005: 35.
- sezon 2005/2006: 57.

#### Miejsca na podium w zawodach
Arnould nigdy nie stanął na podium zawodów PŚ.